# دانشگاه آمریکایی فناوری

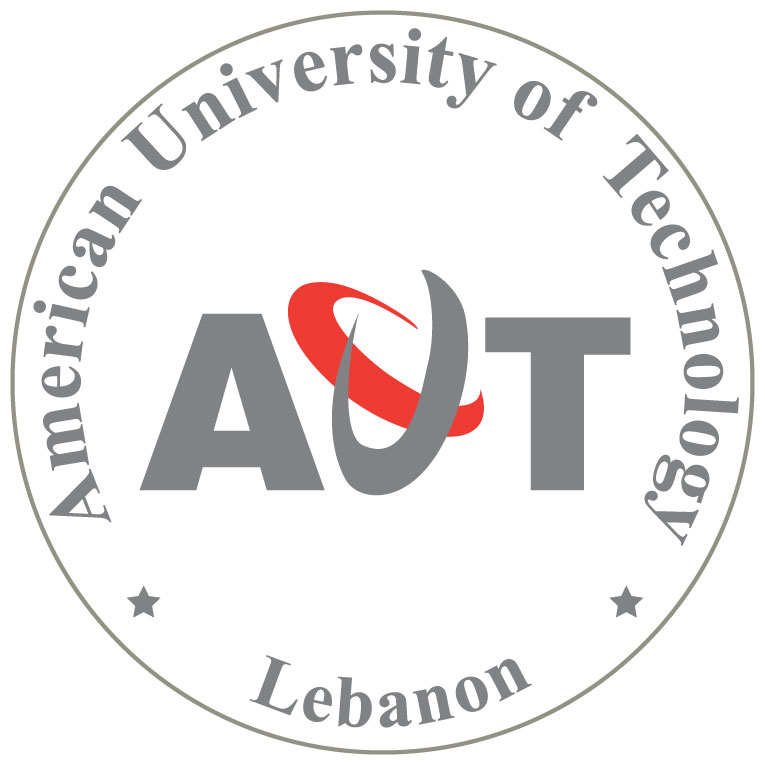
نمایی از لوگوی دانشگاه آمریکایی فناوری

دانشگاه آمریکایی فناوری (به انگلیسی: American University of Technology)، دانشگاهی آمریکایی است که در سال ۱۹۹۸ میلادی در شهر جبیل در لبنان تأسیس شد.
دروس دانشگاهی در این دانشگاه به زبان‌های انگلیسی و عربی تدریس می‌شوند.